# Lotus maculatus
Lotus maculatus är en ärtväxtart som beskrevs av Breitf. Lotus maculatus ingår i släktet käringtänder, och familjen ärtväxter. IUCN kategoriserar arten globalt som akut hotad. Inga underarter finns listade i Catalogue of Life.

## Bildgalleri

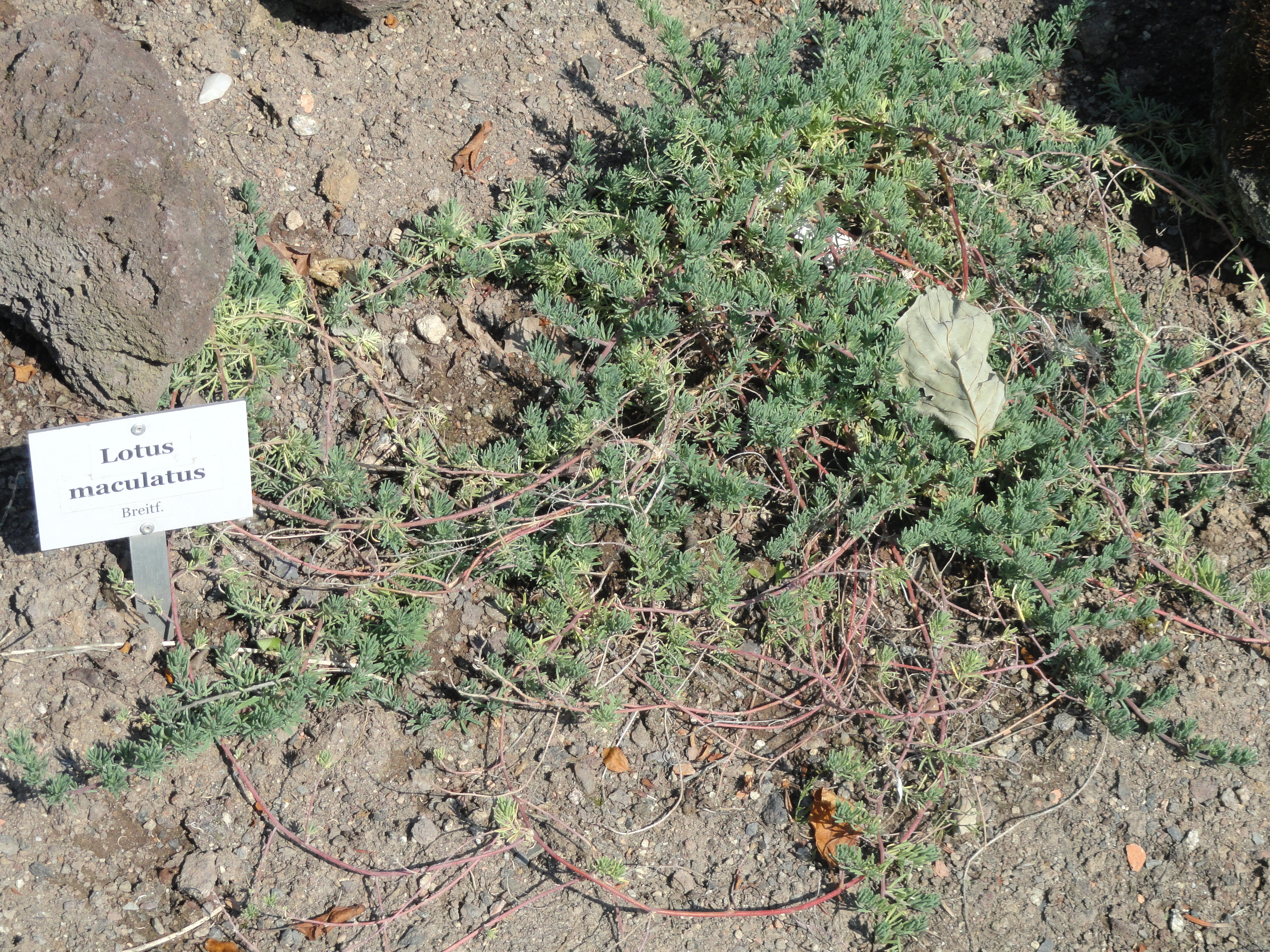
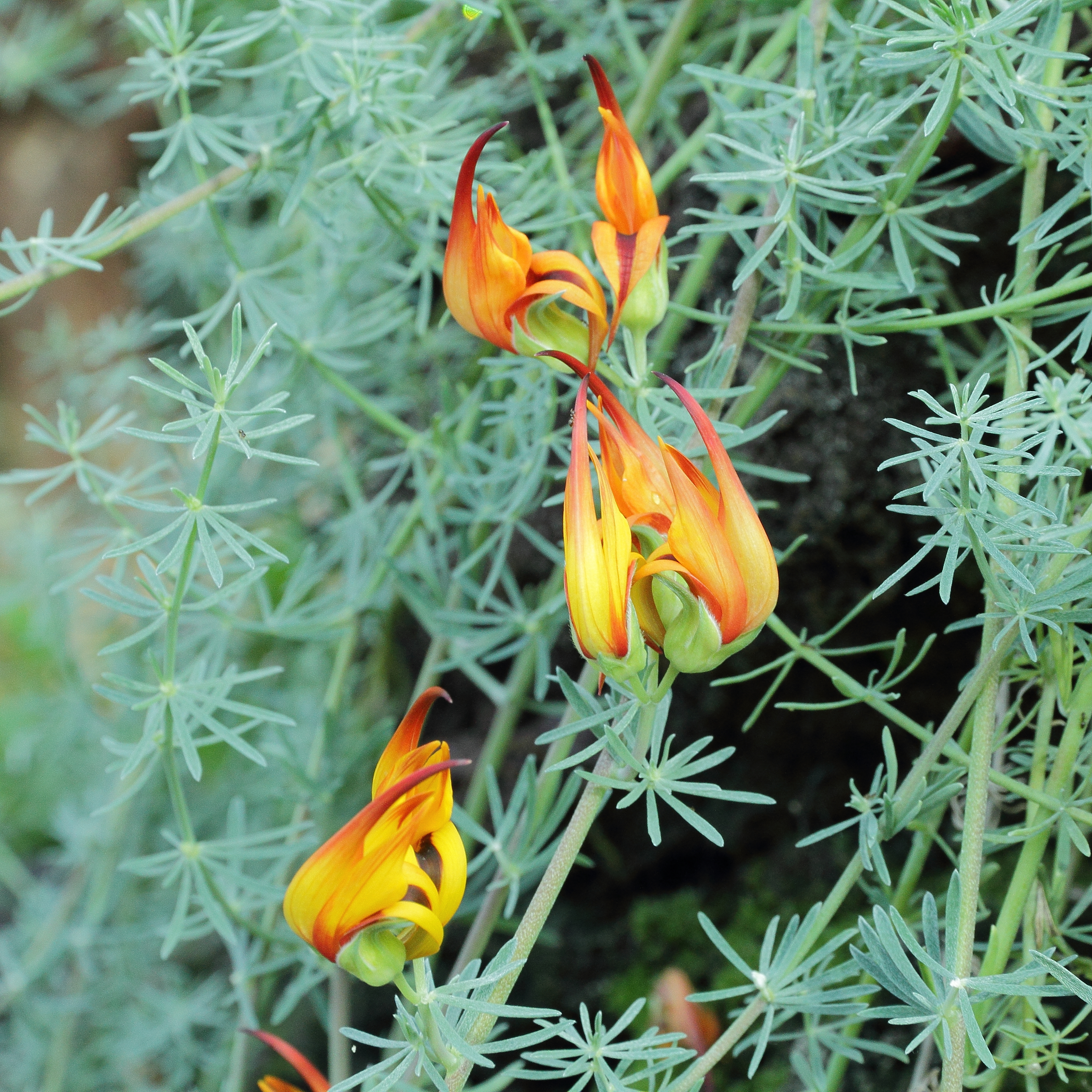
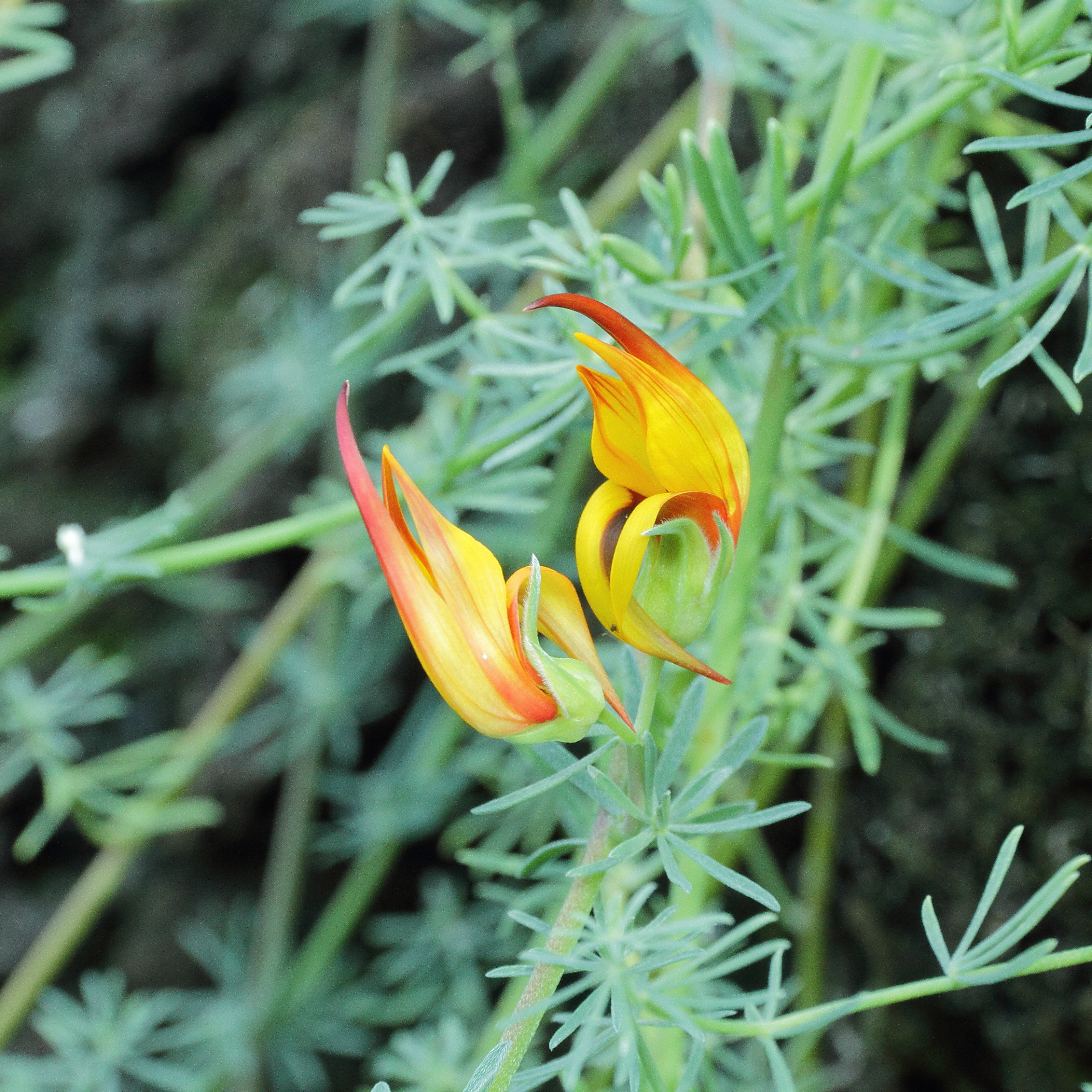